# US F1 Team
A Team US F1 egy amerikai Formula–1-es csapat, 2010-től kívánt elindulni a királykategória mezőnyében. Alapítói a Haas CNC Racing NASCAR csapat technikai igazgatója Ken Anderson, valamint a korábbi Williams, majd Ferrari menedzser, Peter Windsor.
A US F1 egyike lett volna annak a két csapatnak, amelynek Európán kívüli bázissal rendelkezik (a másik a Lotus). Az elsődleges bázist a gyárral együtt Charlotte-ban lett volna, míg a másodlagos európai bázisnak a spanyolországi Motorland Aragón adott volna helyet.
A csapat 2010. március 3-án bejelentette hogy nem tud elindulni a 2010-es szezonban anyagi problémák miatt.

## Problémák
"Amerika visszatér a Forma-1-be". Ezzel a hírrel vált népszerűvé a csapat. Andersont és Windsort több tv-csatorna is meghívta, valamint több fotó is készült a gyárban. Mikor már majdnem az összes csapat leleplezte új autóját, akkor kezdett sokaknak feltűnni, hogy nincs minden rendben. E hír cáfolására január 26-án leszerződtették az argentin José María Lopezt, később pedig újabb fotók kerültek ki a gyárból. Ám egyre több pletyka terjengett arról, hogy nagy a baj. Februárban egy US F1 dolgozó elmondta, mi a valódi helyzet, amely megrázta a szurkolókat. A csapat, hogy enyhítse a riadalmat, február 26-án animációs képet közölt autójáról. De ez már nem segített: március 2-án Lopez szerződést bontott, másnap pedig közölték, hogy leállítják programjukat. Az amerikai gárda 2011-ig haladékot kért az FIAtól, de ezt nem kapták meg.